# Ringerike prosteri

Prosterier i Tunsbergs stift. Det röda området på kartan är Ringerike prosteri.

Ringerike prosteri (norska: Ringerike prosti) är ett kontrakt (prosteri, norska: prosti) i Tunsbergs stift inom Norska kyrkan. Kontraktet omfattar kommunerna Hole och Ringerike i Buskerud fylke samt Jevnakers kommun i Akershus fylke i sydöstra Norge.

## Socknar
Ringerike prosteri består av tolv socknar (norska: sokn eller sogn) inom tre kyrkliga samfälligheter (norska: kirkelige fellesråd), motsvarande kommunerna:

### Hole kyrkliga samfällighet
- Hole socken

### Jevnakers kyrkliga samfällighet
- Jevnakers socken

### Ringerike kyrkliga samfällighet
- Haugs socken
- Hvals socken
- Hønefoss socken
- Lunders socken
- Nes socken
- Norderhov og Asks socken
- Tyristrands socken
- Ulleråls socken
- Veme socken
- Vikers socken